# Wolfgang Fasold
Wolfgang Fasold (* 29. September 1931 in Dresden; † 3. März 2020 in Berlin) war ein deutscher Ingenieur mit den Fachgebieten Bauakustik, Raumakustik und städtebaulicher Schallschutz.
Wolfgang Fasold diplomierte 1957 zu „Schallmessungen mittels Impulsmethode“ am Institut für Elektro und Bauakustik der Technischen Universität Dresden unter Walter Reichardt. 1963 promovierte er zu dem Thema „Über Forderungen an den Luft- und Trittschallschutz im Wohnungsbau“.
1963 ging Fasold an die Abteilung Bauphysik der Bauakademie der DDR in Berlin. Ab 1970 war er Leiter der Abteilung Bau- und Raumakustik. 1975 wurde er zum Professor ernannt.
Nach der Auflösung der Bauakademie im Jahr 1991 wurde er 1992 Leiter der Abteilung Bauakustik sowie stellvertretender Direktor des Fraunhofer-Instituts für Bauphysik (IBP) in Stuttgart.
Einer seiner Forschungsschwerpunkte war die raumakustische Modellmesstechnik. So war Fasold als Berater bei der Gestaltung des Gewandhauses in Leipzig, des Palasts der Republik und des Schauspielhauses in Berlin beteiligt.

## Fachbücher
- Fasold, Sonntag: Bauphysikalische Entwurfslehre. Band 4: Bauakustik. Verlag für Bauwesen, 1973.
- Fasold, Winkler: Bauphysikalische Entwurfslehre. Band 5: Raumakustik. Verlag für Bauwesen, 1976.
- Fasold, Kraak, Schirmer: Taschenbuch Akustik. 2 Bände. Verlag Technik, 1984.
- Fasold, Sonntag, Winkler: Bauakustik und Raumakustik. Verlag für Bauwesen, 1987.
- Fasold, Veres: Schallschutz und Raumakustik in der Praxis. Verlag für Bauwesen, 1998.